# Karaberd (Szirak)
Karaberd – wieś w Armenii, w prowincji Szirak. W 2011 roku liczyła 931 mieszkańców.